# Zrenjanin

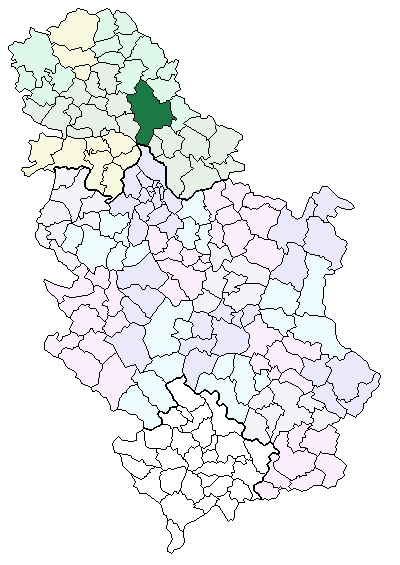
Zrenjanin i Serbien

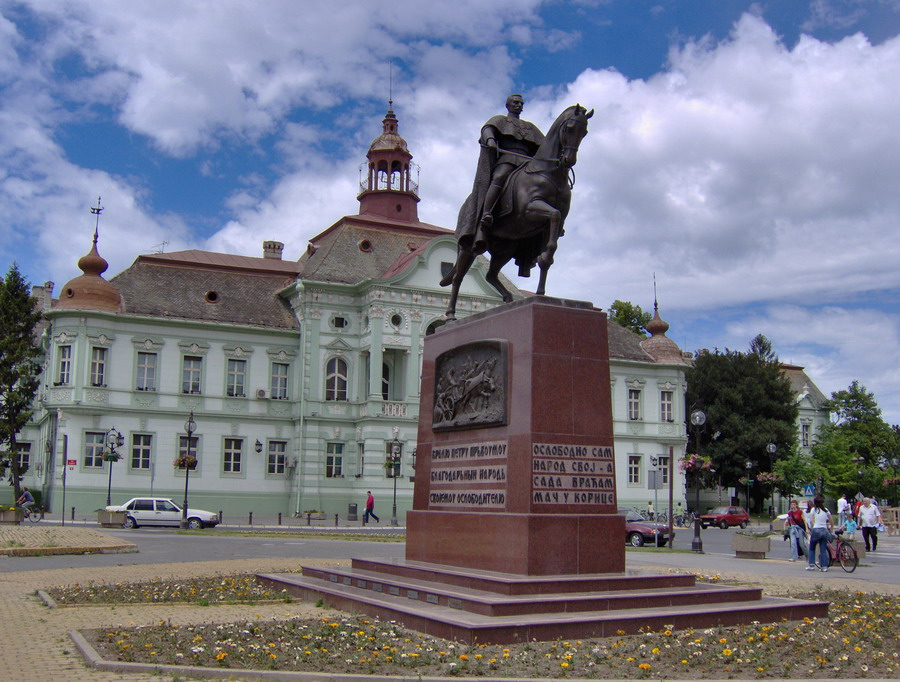
Stadshuset i Zrenjanin

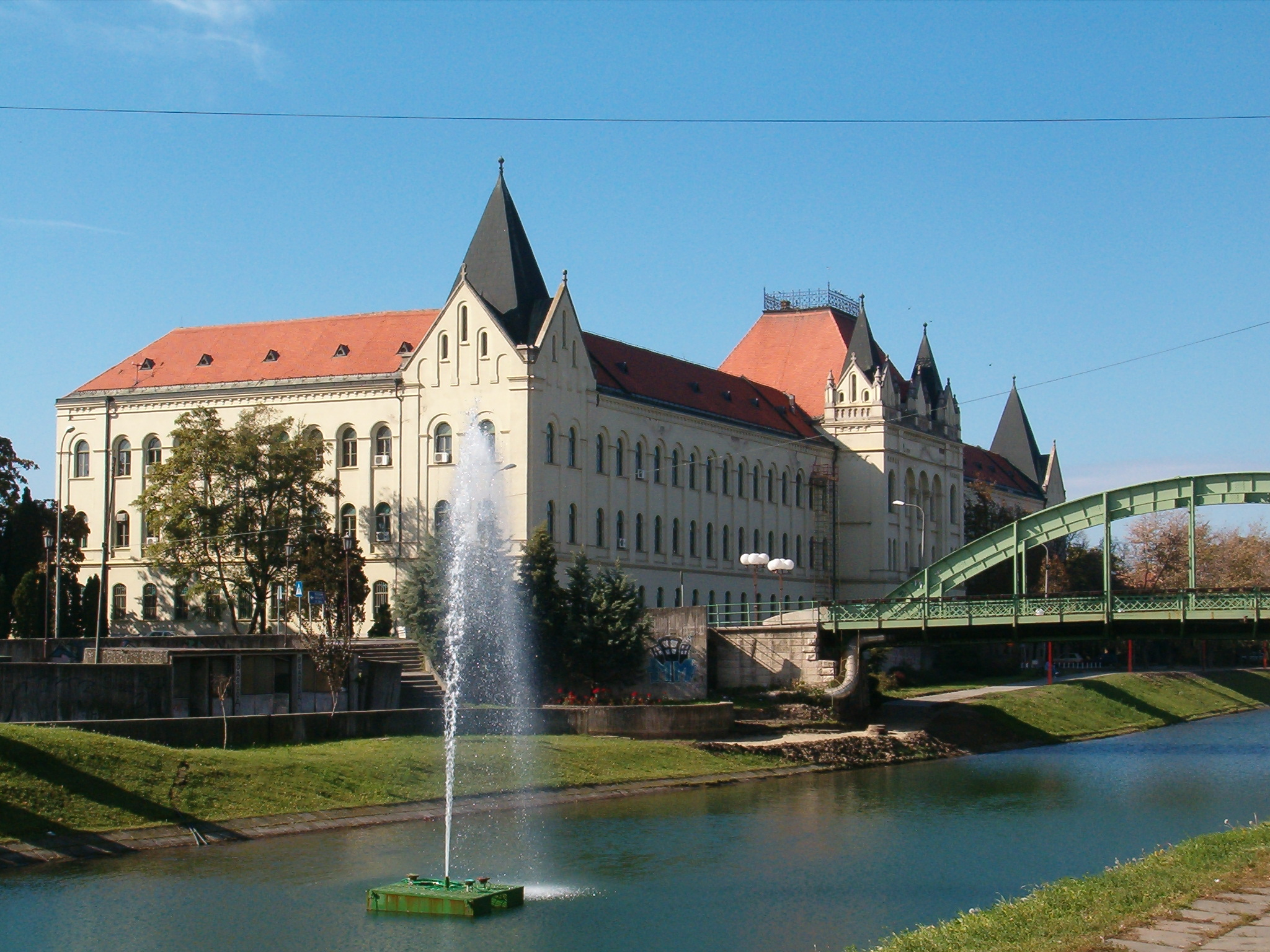
Stadshuset

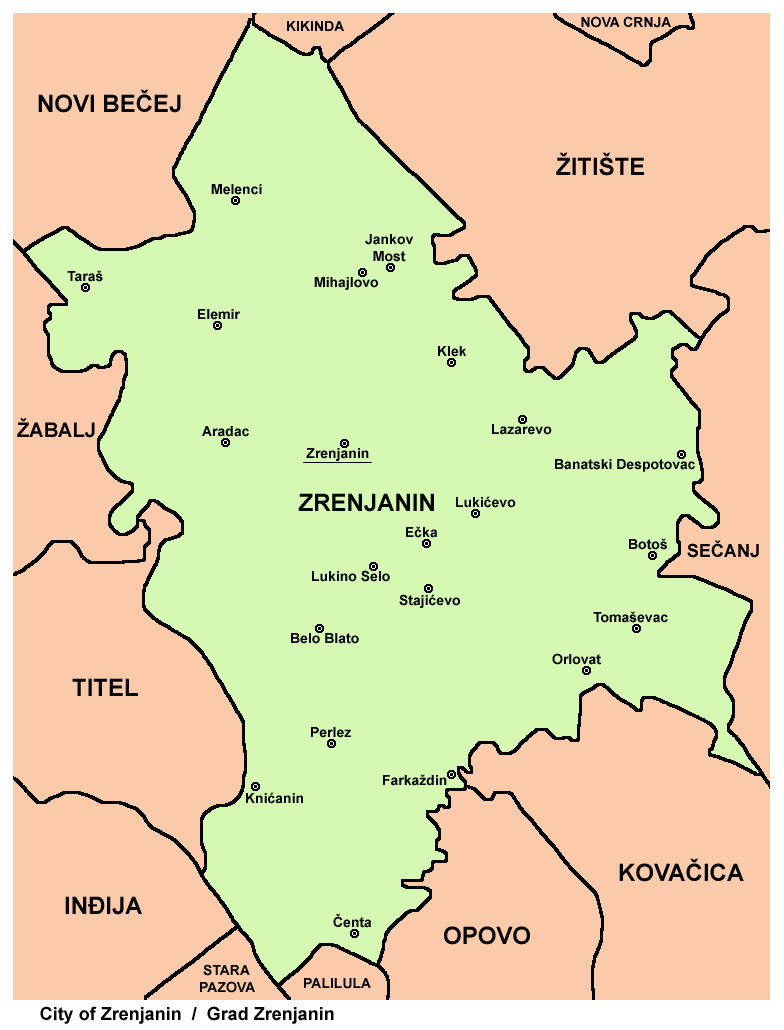
Karta över Zrenjanins kommun

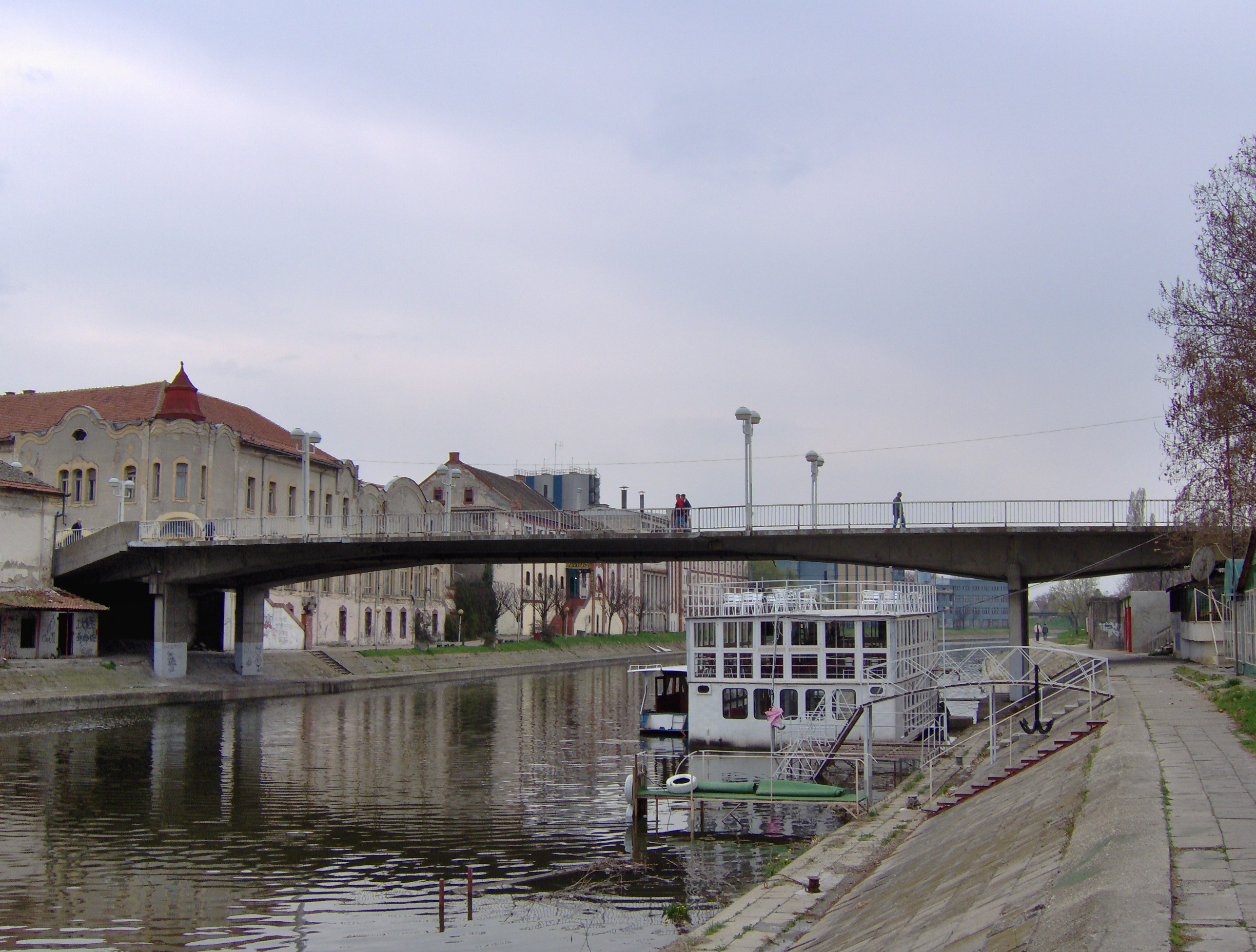
Bega

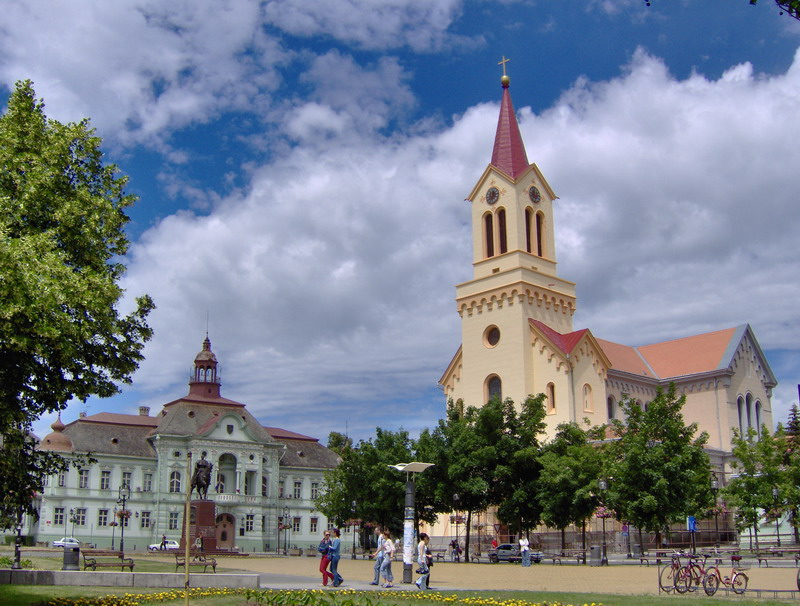
Torget och den katoska kyrkan i Zrenjanin

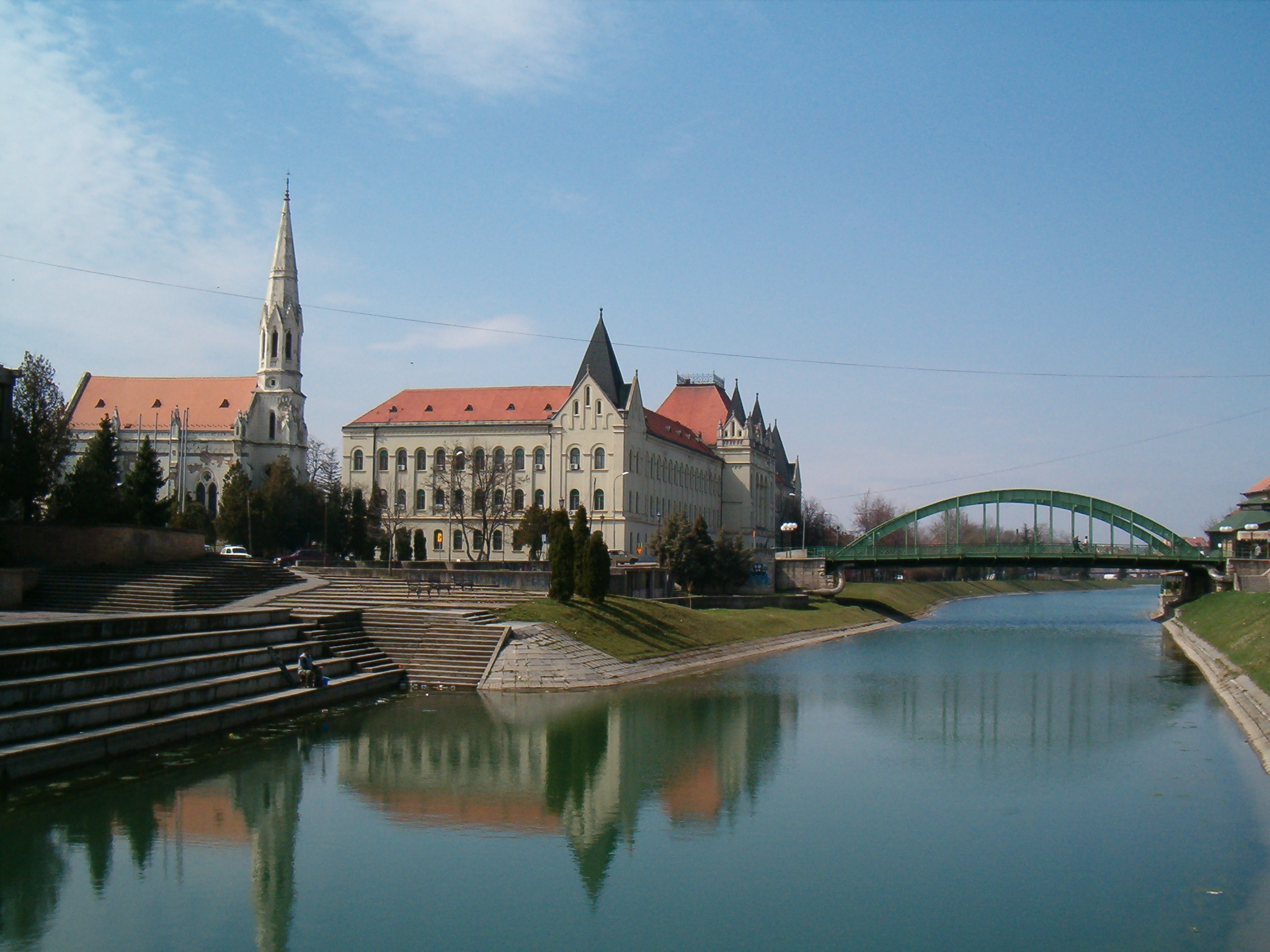

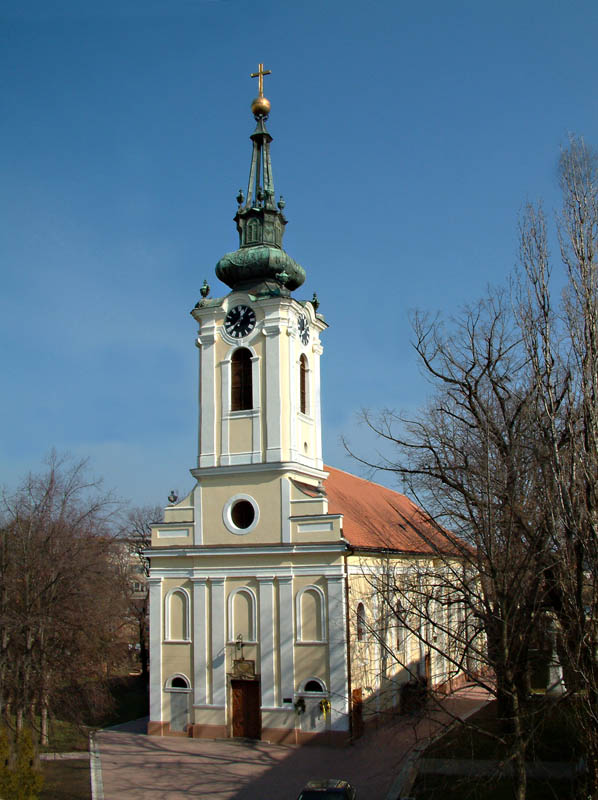
Serbisk-ortodox kyrka, Uspenska kyrka

Zrenjanin (serbisk kyrilliska: Зрењанин; ungerska: Nagybecskerek; rumänska: Becicherecul Mare eller Zrenianin; slovakiska: Zreňanin) är en stad i den norra serbiska provinsen Vojvodina. Zrenjanin är den största staden i den serbiska delen av den historiska regionen Banatet. Den är administrativ huvudort i det serbiska distriktet Centrala Banat. Staden har 79 545 invånare, kommunen 131 509 (år 2002). De flesta av invånarna är serber (74,8 procent), därefter ungrare (10,8 procent).
Staden nämns första gången 1326. Zrenjanin har fått namn efter Žarko Zrenjanin, som var en revolutionär under andra världskriget. Staden hette Bečkerek (Бечкерек, Becskerek) till 1935, sedan Petrovgrad (Петровград) efter Peter I av Serbien.

## Stadsdelar och orter
Stadsdelar i Zrenjanin:
| - Bagljaš - Budžak - Centar - Četvrti Jul | - Čontika - Dolja - Duvanika - Gradnulica | - Lesnina - Mala Amerika - Mužlja - Zeleno Polje |

Följande orter ligger i kommunen:
| - Aradac - Banatski Despotovac - Belo Blato - Botoš - Čenta - Ečka - Elemir | - Farkaždin - Jankov Most - Klek - Knićanin - Lazarevo - Lukino Selo - Lukićevo | - Melenci - Mihajlovo - Orlovat - Perlez - Stajićevo - Taraš - Tomaševac |